# Myopiarolis koro
Myopiarolis koro är en kräftdjursart som beskrevs av Bruce 2009. Myopiarolis koro ingår i släktet Myopiarolis och familjen Serolidae. Inga underarter finns listade i Catalogue of Life.